# رأس التوأم المؤخر b
رأس التوأم المؤخر b المعروف حاليا بالتسمية الرسمية ثيستياس (Thestias) هو كوكب خارج المجموعة الشمسية يقع على مسافة تقدر بحوالي 34 سنة ضوئية من الأرض في كوكبة التوأمان حول رأس التوأم المؤخر. اكتشف هذا الكوكب في عام 2006 من قبل عالم الفلك أرتي هاتسيس. كتلة رأس التوأم المؤخر b مماثلة لعمالق غازي في النظام الشمسي .يكمل الكوكب مدارة حول نجم رأس التوأم المؤخر في 1.61 سنة على مسافة 1.64 وحدة فلكية في مدار دائري تقريباً .
الكوكب والنجم المستضيف له من أحد الأنظمة الكوكبية التي اختارها الاتحاد الفلكي الدولي كجزء من العملية العامة لمنح أسماء مناسبة للكواكب الخارجية والنجوم التي تستضيف الكواكب وتشمل العملية مشاركة وترشيح الجمهور والتصويت على الأسماء الجديدة. في ديسمبر 2015، أعلن الاتحاد الفلكي الدولي الأسماء الفائزة وكان من بينها Thestias لهذا الكوكب .
استند الاسم الفائزعلى اسم قدمته في الأصل شبكة سكاي في أستراليا؛ وهو إليذا، والدة بولوكس في الأساطير اليونانية والرومانية. وبناء على طلب من الاتحاد الفلكي الدولي تم استبدالة بأسم 'ثيستياس' لأن «ليدا» كان بالفعل اسم لأحد أقمار المشتري.